# عزيز (اسم)
عَزِيز اسم علم عربي مذكر مشتق من الأصل الثلاثي وهو عزز، والمؤنث : عَزيزة، والجمع للمؤنث : عَزيزات وعِزَاز ويعني العزة المقرونة بالمحبة. ويتسمى المسلمون غالبا طبقا للثقافة الإبراهيمية ب"عبد العزيز"، كصفة من صفات الله.

## مشاهير يحملون اسم عزيز
- عزيز موهوب ممثل مغربي
- عزيز العظمة كاتب وباحث سوري
- عزيز إبراهيموف لاعب كرة قدم أوزبكي
- عزيز ضياء مفكر وقانوني سعودي
- عزيز بودربالة لاعب كرة قدم مغربي
- عزيز إسكندر ممثل سوري
- عزيز صدقي رئيس وزراء مصر الأسبق
- عزيز علي مطرب وشاعر عراقي
- عزيز أباظة شاعر مصري
- طارق عزيز وزير خارجية العراق الأسبق
- عزيز نيسين كاتب ومؤلف تركي